# Matilda Obaseki
Matilda Obaseki es una actriz y guionista de cine nigeriana. Es más conocida por ser la protagonista de la serie de televisión Tinsel.

## Biografía
Obaseki nació el 19 de marzo de 1986 en la ciudad de Benín, área del gobierno local de Oredo, estado de Edo, como la menor de siete hermanos. Creció en la ciudad de Benín, donde completó su educación primaria y secundaria. Dejó de estudiar inglés en la Universidad de Benín para concentrarse en su carrera como actriz.

## Carrera
Comenzó su carrera como actriz en 2007, pero es más conocida por su actuación en la telenovela Tinsel, donde interpreta a Angela Dede. Antes de Tinsel, interpretó el papel de criada en un programa de televisión de Estados Unidos, en tres episodios. Debutó en cine en 2014 en A Place in the Stars, donde trabajó junto a Gideon Okeke y Segun Arinze.

## Premios y nominaciones
| Año  | Premiación               | Categoría                                   | Resultado | Ref.  |
| ---- | ------------------------ | ------------------------------------------- | --------- | ----- |
| 2018 | Best of Nollywood Awards | Mejor actriz en un papel principal - Inglés | Nominada  | [ 8 ] |

## Vida personal
Obaseki se casó con Arnold Mozia en la ciudad de Benín el 21 de septiembre de 2013 después de tener su primer hijo un año antes, el 31 de agosto de 2012. Dio a luz a un segundo bebé el 1 de enero de 2015.